# Бейкер, Джулиен
Джулиен Роуз Бейкер (англ. Julien Rose Baker, род. 29 сентября 1995) — американская певица и автор-исполнитель из Мемфиса, Теннесси. Участница панк-рок-группы Forrister, до этого известной как The Star Killers, а также супергруппы boygenius, основанной ей в 2018 году с певицами Фиби Бриджерс и Люси Дакус. Джулиен выпустила два студийных альбома: первый, Sprained Ankle, вышел в 2015 году на лейбле 6131 Records, а второй, Turn Out the Lights, вышел в 2017 году на Matador Records.
Критики положительно отзывались о творчестве певицы. Так, музыкальный блог Stereogum включил Бейкер в список «50 лучших новых групп 2015 года» (англ. Stereogum’s 50 Best New Bands Of 2015), в то время как журнал Pitchfork отметил её запись Turn Out the Lights как «лучший новым альбом», а две песни с него, «Turn Out the Lights» и «Appointments», назвал «лучшими новыми треками». Джон Караманика из The New York Times включил Sprained Ankle и Turn Out the Lights в свои списки 10 лучших альбомов 2015 и 2017 годов соответственно.

## Биография

### Ранние годы (1995—2013)
Джулиен Бейкер родилась 29 сентября 1995 года в Мемфисе. Когда отцу певицы было 19, он потерял ногу в аварии на мотоцикле, и с тех пор занимался изготовлением протезов, в то время как мать Джулиен работала физиотерапевтом. Родители Бейкер развелись, когда она была в начальной школе. Интерес к музыке Джулиен начала проявлять в 12 лет, слушая Green Day и Fall Out Boy. В то время её отец купил гитару, и будущая певица начала играть каверы на песни Fall Out Boy и различных металкор-групп, а в 2010 году основала свою панк-рок-группу The Star Killers. Позже группа сменила название на Forrister, чтобы избежать путаницы с одноимённым EDM-коллективом. Во время обучения в средней школе Бейкер выступала в локальных кофейнях, в которых она исполняла каверы на Ландона Пигга.
Окончив школу, Джулиен поступила в Государственный университет Мидл Теннесси. Первоначально она училась на звукорежиссёра, но позже сменила направление обучения на литературоведение. Позже певица была вынуждена покинуть институт из-за нехватки времени на гастроли, несмотря на то, что у неё было практически достаточно кредитов, чтобы закончить обучение.

### Sprained Ankle(2014—2016)
Во время обучения в университете певица часто оставалась в студии допоздна, поскольку не знала, чем себя занять. Тогда же она начала записывать песни. Первые три песни были записаны Джулиен при участии её друга, звукоинженера Майкла Хегнера, на SpaceBomb Studios и выпущены в качестве EP на её Bandcamp. На запись обратил внимание инди-лейбл 6131 Records, который предложил ей перевыпустить EP в качестве дебютного альбома певицы. По совету лейбла она убрала альбом с Bandcamp до официального релиза. Перед новым выпуском в сеть были выложены три песни: «Sprained Ankle», которая дала название альбому, «Brittle Boned» и «Something». Видео на «Something», снятое Бризией Люцией, в котором Джулиен Бейкер исполняет оригинальную версию песни, стало популярным в интернете. Sprained Ankle вышел 23 октября 2015 года и был положительно принят критиками: творчество молодой певицы сравнивали с песнями таких музыкантов, как Rilo Kiley, Натали Прасс (Натали записывала свой дебютный альбом на той же студии, что и Джулиен), Bon Iver, Daughter и Torres, а NPR назвали альбом «в равной части агонией и расцветающей мудростью». Обозреватель New York Times Джон Караманика включил Sprained Ankle в свой список десяти лучших альбомов 2015 года наравне с Honeymoon Ланы Дель Рей и Beauty Behind the Madness The Weeknd.
7 марта 2016 года Джулиен Бейкер посетила Tiny Desk Concerts, серию видео-концертов, организованную NPR Music. Во время концерта она презентовала песню, названную ей как «Sad Song #11» (с англ. — «Грустная песня №11»). Позже песня была переименована в «Funeral Pyre» и выпущена вместе с «Distant Solar Systems» на обратной стороне сингла и переизданием Sprained Ankle на лейбле Matador Records. Помимо «Sad Song #11», на Tiny Desk Concert певица исполнила песни «Sprained Ankle» и «Something».
Осенью 2016 года Джулиен Бейкер записала кавер-версию на песню «Ballad of Big Nothing» Эллиота Смита, которая вошла в трибьют-альбом Say Yes!.

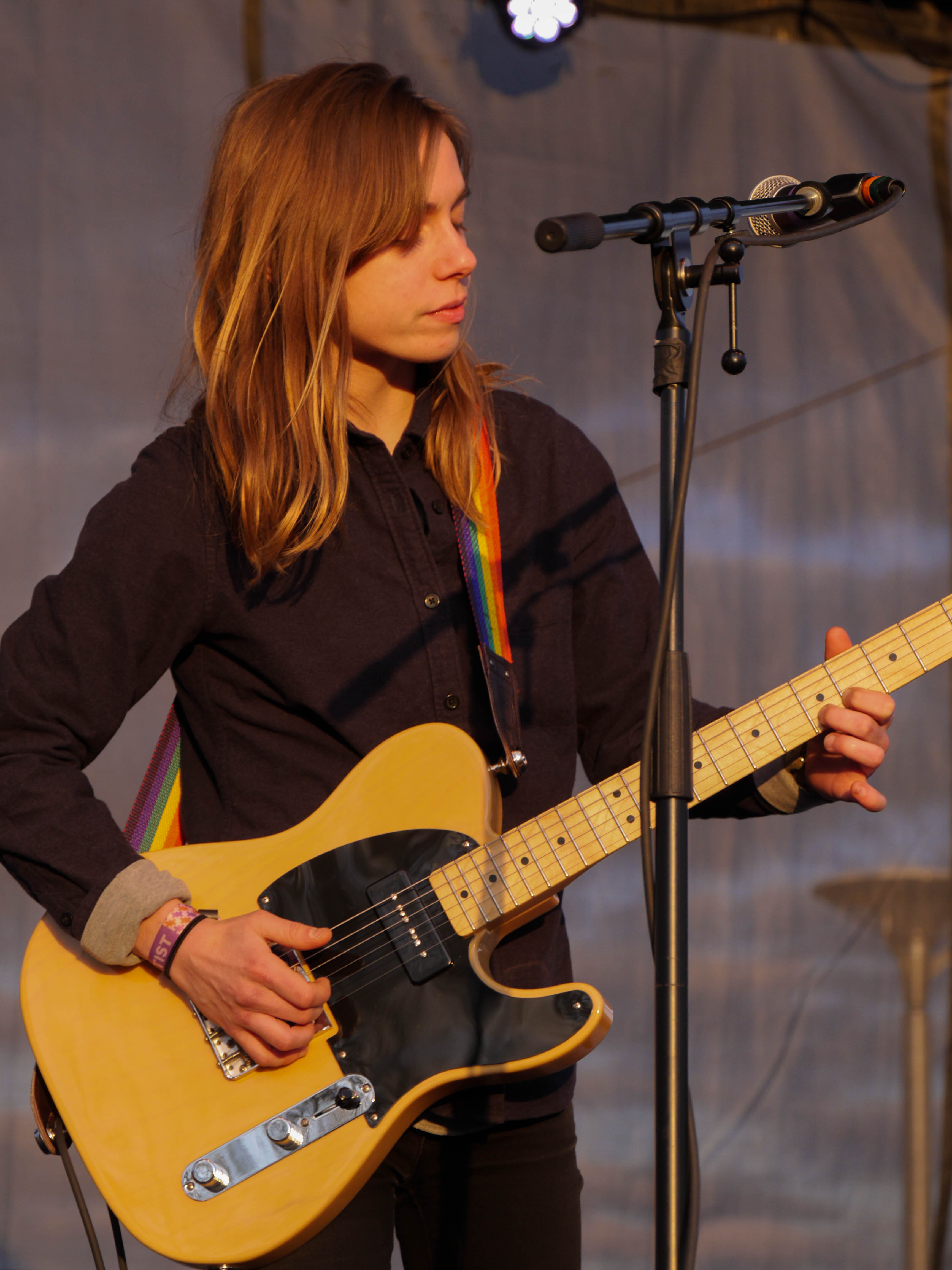
Джулиен Бейкер на фестивале Homecoming, 2018 год

### Turn Out the Lights(2017—н.в.)
В 2017 году певица отправилась в тур по США, в ходе которого она представила новые песни «Turn Out the Lights» и «Funeral Pyre» и выступила на разогреве у Belle & Sebastian, Paramore и The Decemberists, а также выступила на фестивале High Water, организованном фолк-дуэтом Shovels & Rope.
Sprained Ankle занял 23 строчку Billboard Heatseekers Albums, благодаря чему певицу подписал лейбл Matador Records. 22 марта 2017 года Джулиен выпустила версию песни «Good News», сыгранную на пианино для сборника «Our First 100 Days» музыкального блога Consequence of Sound. 17 августа того же года был выложен заглавный сингл «Appointments» с её нового альбома, который был записан на студии Ardent Studios в Мемфис и сведением которого занимался Крейг Силви, до этого работавший с The National и Arcade Fire. Альбом сблизил Бейкер с американской эмо-сценой: в создании Turn Out the Lights участвовал участник Sorority Noise Кэмерон Буше, а сама певица приняла участие в записи песни «Skyscraper» группы Touché Amoré, которая вошла в их альбом Stage Four. Turn Out the Lights вышел 27 октября 2017 года и, как и предыдущий альбом певицы, был положительно принят критиками: Consequence of Sound поставили альбом на 13 место в списке лучших альбомов 2017 года, а NPR расположили песню «Appointments» на 82 позицию аналогичного списка для песен.
28 октября 2017 года певица совершила дебют на национальном телевидении, появившись в программе CBS This Morning, на которой она исполнила три песни: «Appointments», «Turn Out the Lights» и «Televangelist». 3 января 2018 года она посетила Позднее шоу со Стивеном Кольбером, а 10 января повторно посетила NPR Tiny Desk Concert.
21 августа 2018 года Джулиен Бейкер, Фиби Бриджерс и Люси Дакус организовали супергруппу boygenius. В тот же день группа опубликовала три песни с грядущего EP и объявила даты тура по Северной Америке. Дебютный одноименный EP boygenius был записан за четыре дня на Sound City Studios в Лос-Анджелесе и выпущен 26 октября 2018 года на Matador Records.
В начале 2018 года Джулиен вместе с Manchester Orchestra записали кавер на песню Pedro the Lion «Bad Things To Such Good People». Выручка с сингла была пожертвована фонду 1 Million 4 Anna, занимающемуся борьбой с саркомой Юинга. В конце года певица приняла участие в создании благотворительного сборника 7-inches For Planned Parenthood, Volume 2, записав вместе с фронтменом The National Мэттом Бернингером и композитором Штефаном Альтманом песню «All I Want», ставшую первым синглом с релиза.
В 2019 году на День музыкального магазина Бейкер выпускает винил с синглом «Red Door/Conversation Piece». Через два месяца после выпуска песни стали доступны для цифрового прослушивания. В октябре того же года она выпускает виниловый сингл «Tokyo/Sucker Punch» для лейбла Sub Pop. NPR включили песню «Tokyo» в список 16 лучших песен октября, а журнал The Fader включил её в список «The 20 best rock songs right now».
В апреле 2020 года певица приняла участие в ISOL-AID festival — серии прямых трансляций, проведённых во время пандемии COVID-19. Во время выступления она исполнила кавер на песню «Thirteen» группы Big Star, а также представила новую песню «Mercy».

## Личная жизнь

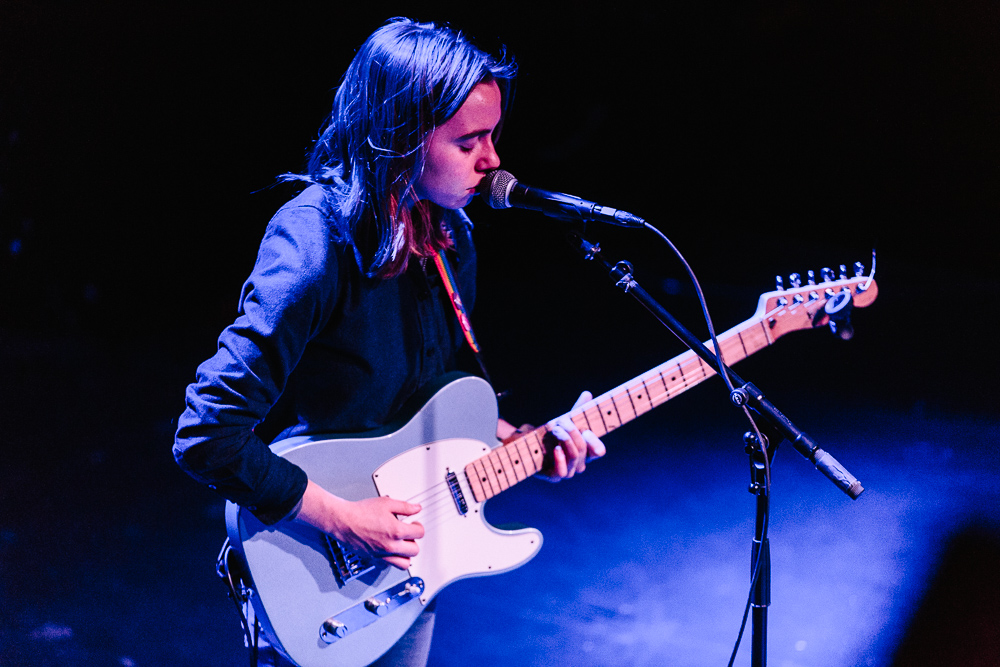
Джулиен Бейкер выступает в Rough Trade NYC, 2016 год

Джулиен Бейкер называет себя квиром. Она считает, что необходимо искоренить миф о том, что в южной части США нет людей с нетрадиционной сексуальной ориентацией, несмотря на то, что об этом не говорят в СМИ. Бейкер признавала, что сексуальная самоидентификация для неё очень важна: во время выступления на фестивале NOS Primavera Sound в Порту, Португалии за певицей проектировалось изображение прайд-флага.
Несмотря на свою ориентацию, Джулиен считает себя христианкой, при этом из-за толерантности современной церкви она не видит в этом ничего необычного. В детстве Джулиен являлась свидетелем того, как её друга отправили в лагерь с целью «очистить от гомосексуальности» через учение Библии. Зная, что она сама является квиром, её охватила тревога, но она развеялась, когда её семья неожиданно для неё приняла каминг-аут, а отец певицы провёл час, пытаясь доказать, что она не попадёт в ад из-за своей ориентации. С тех пор она не скрывает своей веры в Бога и поднимает религиозные темы в своих песнях.
Несмотря на то, что Бейкер с родителями ходила в церковь, после их развода она начала пить, курить и употреблять наркотики. По её воспоминаниям, однажды она подумала, что всю жизнь будет «сидеть на оксикодоне». Тем не менее позже друзья убедили её остановиться, и с тех пор она предпочитает наркотикам кофе. По её словам, она ведёт трезвую жизнь с 2013 года.

## Дискография

### Сольное творчество

#### Студийные альбомы
- Sprained Ankle (2015)
- Turn Out the Lights (2017)
- Little Oblivions (2021)

#### Концертные альбомы
- AudioTree Live (2016)

#### Синглы
- «Funeral Pyre/Distant Solar System» (2017)
- «Red Door/Conversation Piece» (2019)
- «Tokyo/Sucker Punch» (2019)

### boygenius
- boygenius (EP, 2018)
- The Record (2023)
- The Rest (EP, 2023)